# Coelioxys nigrura
Coelioxys nigrura är en biart som beskrevs av Pasteels 1977. Coelioxys nigrura ingår i släktet kägelbin, och familjen buksamlarbin. Inga underarter finns listade i Catalogue of Life.